# Plaza de Gonçalves Zarco
La Plaza de Gonçalves Zarco, también conocida como Rotonda del Castillo de Queso, es una plaza ubicada en la freguesía de Nevogilde de la ciudad de Oporto, Portugal. Su nombre es un homenaje a João Gonçalves Zarco, navegante portugués, poblador de Madeira y primer capitán donatario de Funchal.
En esta plaza se encuentra una estatua ecuestre de Juan VI inaugurada en 1956 e idéntica a la que se encuentra en la Plaza Quince de Noviembre en Río de Janeiro, Brasil.